# Jankoji Rao I Scindia
Shrimant Sardar Jankoji Rao Scindia Bahadur (1745-1761) fou subadar de Malwa amb seu a Ujjain. Era el fill de Jayappa Rao Scindia, al que va succeir quan fou assassinat el 25 de juliol de 1755. Com que només tenia 10 anys es va establir una regència que va dirigir el seu oncle Dattaji, germà de Jayappa Rao, fins a la mort del regent el 10 de gener de 1760, agafant llavors les regnes del poder amb 16 anys.
Va combatre a la batalla de Panipat el 14 de gener de 1761 on fou fet presoner i executat l'endemà (15 de gener de 1761). Durant dos anys el clan Sindhia va administrar com va poder les seves possessions sense designar un líder. Finalment el 1763 fou designat Kadarji Rao Scindia, net de Ranoji Rao Scindia i fill del seu quart fill Shrimant Sardar Tukoji Rao Scindia conegut com a Baba Sahib.